# 莫諾納鎮區 (克萊頓縣)
莫诺纳鎮區（Monona Township），美国艾奥瓦州克莱顿县的一个鎮區，总面积94.93平方公里，总人口2,225（2000年美国人口普查）。